# غزو تشولا لمملكة أنورادابورا
غزو تشولا واحتلالها لمملكة أنورادابورا هو غزو عسكريًا على يد سلالة تشولا الحاكمة. في البداية، بدأوا بغزو مملكة أنورادابورا عام 993 ميلادي على يد راجاراجا الأول عندما أرسل جيش كبير لغزو المملكة بهدف ضمها إلى إمبراطورية تشولا. تمَّ غزو معظم الجزيرة بعد ذلك عام 1017 وضُمت كمقاطعة من إمبراطورية تشولا الشاسعة خلال عهد ابنه راجندرا تشولا. وقد أُطيح يالمملكة في عام 1070 بعد حملة من المقاومة السنهالسية بقيادة الأمير كيتي، وهو ملك سنهالي. خاضت تشولا العديد من الحروب اللاحقة وحاولت غزو المملكة السنهالية باعتبارها أحد حلفاء أعدائهم، سلالة بانديا. استمرت فترة ترسيخ تشولا في شمال سريلانكا بما مجموعه نحو ثلاثة أرباع قرن، من نحو 993 (تاريخ الغزو الأول لراجاراجا) حتى 1070، عندما استعادت فيجاياباهو منطقة الشمال وطردت قوات تشولا لتستعيد سيادتها السنهالية.

## التاريخ

### الخلفية
عُدَّت الحملات العسكرية التي قامت بها قوات جنوب الهند إلى مملكة أنورادابورا قصيرة ومخصصة حتى منتصف القرن العاشر. وقد صممت هذه التدابير لتيسير تحقيق مكاسب قصيرة الأجل بأقل قدر ممكن من المشاركة، ثم أعقب ذلك الانسحاب إلى البر الرئيسي. ومع ذلك، ومع صعود ملوك تشولا الإمبراطورية الأكثر طموحا وعدوانية، راجاراجا الأول (985-1014) وابنه راجندرا الأول (1012-1044)، وُضعت إستراتيجية جديدة للنهب والتدمير الوحشي للمراكز السياسية والدينية الرئيسية في الجزيرة، وأعقب ذلك إنشاء معسكرات شبه دائمة ومتحصنة حيث يمكن شنّ غارات واسعة النطاق في أجزاء أخرى من الجزيرة.

### نهاية الاحتلال
في عام 1070، عندما وصل كولوتنجا الأول (1070-1122) إلى عرش ممكلة تشولا، بعد فترة من الأزمة السياسية في محكمة تشولا، ركَّز في البداية على تعزيز سلطته في الهند. كانت مهمته الأكثر إلحاحًا هي الدفاع عن أراضي تشولا ضد إمبراطورية شالوكيا الغربية. كل هذا يعني أن الدفاع عن سريلانكا كان يحظى بأولوية منخفضة لدى الملك.
فقد ارتبط الغزو على المملكة السنهالية بأسلافه المباشرين الثلاثة (راجندرا شولا الأول، وراجندرا تشولا الثاني، وفيراراجندرا تشولا، وجميعهم أبناء راجاراجا الأول)، لكن كل هذا لم يعد يبدو جديرًا بالاهتمام. إذ كان كولوتنجا أقل ثقة من أن يقوم بتوريط نفسه في الغزو، لذا فقد أنهى الغزو ببساطة بأقل محاولة لرد خسائر تشولا.
هاجم فيجاياباهو مدينة بولاتاثيناجرا وأسر سكانها وبعث بهم إلى خارج المدينة. أرسل كولوتنجا جيشًا عتيدًا ليُشارك في معركة ضارية بالقرب من أنورادابورا. في البداية، نجح أفراد تشولا في إجبار فيجاياباهو بأن يبحث عن ملجأ في فاتغيري، غير أن فيجاياباهو قد استولى على مهناغاكولا وعلى ولوايسنغا لتنظيم مقاومته من هناك. سقطت بولتاثناغارا وأنورادابورا على يد فيجاياباهو، وسرعان ما احتلَّ ماهاتيثا بعد ذلك. بعد تحرير سريلانكا بالكامل من حكم تشولا، تُوج فيجاياباهو ملكًا لبولوناروا في الفترة ما بين 1076-77.

## الإرث
كان لغزو تشولا نتيجة دائمة واحدة، وهي بأن عاصمة أنورادابورا، التي دامت أكثر من ألف عام، قد دُمرت بالكامل. بولوناروا، وهي نقطة عسكرية تابعة للمملكة السنهالية قد أعيدت تسميتها وأصبحت جاناناتامانغلام، بعد أن لقبها راجاراجا الأول بذلك، وأصبحت المركز الجديد لحكومة تشولا. كان ذلك لأن الغزاة التاميل السابقين كانوا يستهدفوا فقط منطقة راجاراتا في الشمال، لكن ملوك تشولا كانوا عازمين على السيطرة على الجزيرة بأكملها. ولا يوجد أي أثر لحكم ملوك تشولا في أنورادابورا. عندما نجح في استعادة السيادة السنهالية، توج فيجاياباهو الأول نفسه ملكًا على أنورادابورا، لكنه أبقى على عاصمته في بولوناروا لأنها أكثر مركزية ما يجعل السيطرة على بروفانس روهانا المضطربة أكثر سهولة.